# 古川毅 (俳優)
古川 毅（ふるかわ つよし、2000年2月27日 - ）は、日本の歌手、俳優、モデル。スターダストプロモーション制作1部所属。9人組ボーカルダンスユニットSUPER★DRAGONのメンバーである。

## 略歴
生まれは北海道札幌市。生後数か月で東京へ引っ越しているので出身地ではないが、北海道の祖父母宅を度々訪れていたため土地鑑はある。
中学3年のときに原宿でスカウトされる。当時、古川は眼鏡を掛けていたが「眼鏡の奥に見える目が綺麗だった」という理由でスカウトに至った。女性スタッフから名刺を渡された古川は騙されたか、逆ナンパだと思っていた。EBiDANの研究生に所属後、3ヶ月連続のソロライブを開催するなど早くから抜擢を受け、既にデビューしていたDISH//の北村匠海には「歌がうまくて踊れて高身長の人が来る」とスタッフからふれこみがあったという。
2015年9月、SUPER★DRAGONのメンバーとしてデビュー。デビュー後しばらくは音楽活動が中心だったが、2017年3月、同メンバーのジャン海渡とつよジャン名義で共同Instagramを開設し、ファッションモデルとしての活動を、同年秋頃からは『兄友』の撮影で俳優としての活動をスタートさせている。
2018年3月、エフティ資生堂『シーブリーズ』のイメージキャラクターに池間夏海と共に就任。「誰もが認める端正なルックスで、憧れの先輩役にピッタリ」という理由から起用が決まった。2019年5月、個人名義のInstagramを開設。2020年3月、Twitterアカウントを開設。

## 人物
- 趣味はアイウェア集め。特技は歌モノマネ。
- 座右の銘は「偶然は必然」[10]。
- 身長182cmで体重は60kgを切る[11]。胃下垂で、食べても太らない体質[12]。
- 中学3年の合唱コンクールで伴奏賞に輝いたことがある[13]。
- M!LKの佐野勇斗はEBiDAN所属の同期[14]、吉田仁人は高校の同級生[15]で、共にデビュー前から親交が深い。
- 普段はたばこを吸わないが、ドラマ『僕らが殺した、最愛のキミ』の中で喫煙シーンがあるため、初めて喫煙者になった[16]。

## 出演
ユニット活動の詳細は「SUPER★DRAGON#出演」を参照

### テレビドラマ
- 兄友（2018年3月26日 - 4月16日、毎日放送） - 七瀬雪紘 役
- 3年A組-今から皆さんは、人質です-（2019年1月6日 - 3月10日、日本テレビ） - 須永賢 役[17]
- ニッポンノワール-刑事Yの反乱- 第4話（2019年11月3日、日本テレビ） - 須永賢 役[注 1][18]
- ねぇ先生、知らないの？（2019年12月5日 - 2020年1月17日、毎日放送） - 潤 役[19]
- FAKE MOTION -卓球の王将-（2020年4月8日 - 5月27日、日本テレビ） - 桂光太郎 役[20]
  - FAKE MOTION -たったひとつの願い-（2021年1月20日 - 3月10日、日本テレビ）
- 結婚できないにはワケがある。 第3話 - 最終話（2021年5月2日 - 6月20日、ABCテレビ） - 井上健太 役[21]
- 僕の大好きな妻!（2022年6月4日 - 7月23日、東海テレビ・フジテレビ） - 河口たかひろ 役[22]
- 君との朝食は決めている（2023年3月25日〈予定〉 - 、フジテレビTWO） - 朔 役[23]
  - 口説き文句は決めている（2023年4月12日〈予定〉 - 、ひかりTVチャンネル）[23]
- 3年VR組（2023年3月27日、関西テレビ） - 小久保聡 役[24]
- 4月の東京は…（2023年6月16日 - 8月4日、毎日放送） - 八神龍之介 役[25]
- 夫婦の秘密（2024年1月4日 - 3月7日、BS-TBS・BS-TBS 4K） - 栗原蒼太 役 [26]

### 配信ドラマ
- 3年A組-今から皆さんだけの、卒業式です-（2019年3月10日・17日、Hulu） - 須永賢 役[27]
- Poolside Destiny －廃校って運命ですか？（2019年4月24日 - 6月26日、SEA BREEZE公式YouTubeチャンネル） - 古川毅 役
- 箱庭のレミング 第3話「名探偵S」（2021年7月1日、AbemaTV） - 梶原裕翔 役[28]
- 僕らが殺した、最愛のキミ（2021年9月17日 - 10月8日、TELASA） - 亀井悠真 役[29]
- アイドルのハウスキーパーになりました。（2021年11月17日 - 2022年1月19日、Spotify、オーディオドラマ） - 国立翔 役[30][31]

### 映画
- 兄友（2018年5月26日） - 七瀬雪紘 役
- 犬鳴村（2020年2月7日） - 成宮健司 役[32]

### バラエティ
- よるのブランチ（2021年4月21日 - 2022年3月16日、TBS） - レギュラー[33]

### CM
- エフティ資生堂「シーブリーズ」
  - 「デオ&ウォーター/ボディーシート 近づく距離」篇（2018年）[9]
  - 「デオ&ウォーター 運命のくま」篇（2019年）[34]
- エースコック「スーパーカップMAX」[35]
  - 「転校生 笑福亭鶴瓶」篇（2018年）
  - 「お前、スーパーカップか？」篇（2018年 - 2019年）
  - 「麺は番手が命やで」篇（2019年）
- クラシエホームプロダクツ「肌美精CHOI」（2021年）

### 広告
- 猿田彦神社 婚礼広告（2020年）

### 舞台
- 義風堂々!! （2017年11月17日 - 12月10日、AiiA 2.5 Theater Tokyo他） - 島左近 役[36]
- 朗読劇『ROOM』（2024年5月16日、こくみん共済 coop ホール/スペース・ゼロ）[37]
- 朗読劇『夢から醒めない夢を見よ。』（2024年9月12日、シアター・アルファ東京）[38]
- 〜女子大小路の名探偵 新章〜 舞台『死は、ど真ん中に転げ落ちて』（2025年3月15日 - 23日、博品館劇場）[39]

### ランウェイ
- GirlsAward 2017 AUTUMN/WINTER（2017年9月16日、幕張メッセ）
- GirlsAward 2018 SPRING/SUMMER（2018年5月19日、幕張メッセ）[40]
- 東京ガールズコレクション 2019 SPRING/SUMMER（2019年3月30日、横浜アリーナ）
- GirlsAward 2019 SPRING/SUMMER（2019年5月18日、幕張メッセ）
- 神戸コレクション 2019 AUTUMN/WINTER -ガールズフェスティバル-（2019年9月8日、ワールド記念ホール）
- SDGs推進 TGC しずおか 2020 by TOKYO GIRLS COLLECTION（2020年1月11日、ツインメッセ静岡）
- 東京ガールズコレクション 2020 AUTUMN/WINTER（2020年9月5日、さいたまスーパーアリーナ）

### ライブ・イベント
- TSUYOSHI FURUKAWA -MINI LIVE with YOU-（2015年4月5日、Shibuya MILKYWAY）
- TSUYOSHI FURUKAWA -Second MINI LIVE with YOU-（2015年5月3日、Shibuya MILKYWAY）
- TSUYOSHI FURUKAWA -FINAL MINI LIVE with YOU-（2015年6月7日、aube shibuya）
- HiM Films 2019 モーニングイベント（2019年9月1日、BA-TSU ART GALLERY）

### 連載
- Real Sound「毅の“カタリタガリ”」（2021年1月29日 - ）[41]